# Палаш (ЗРГК)

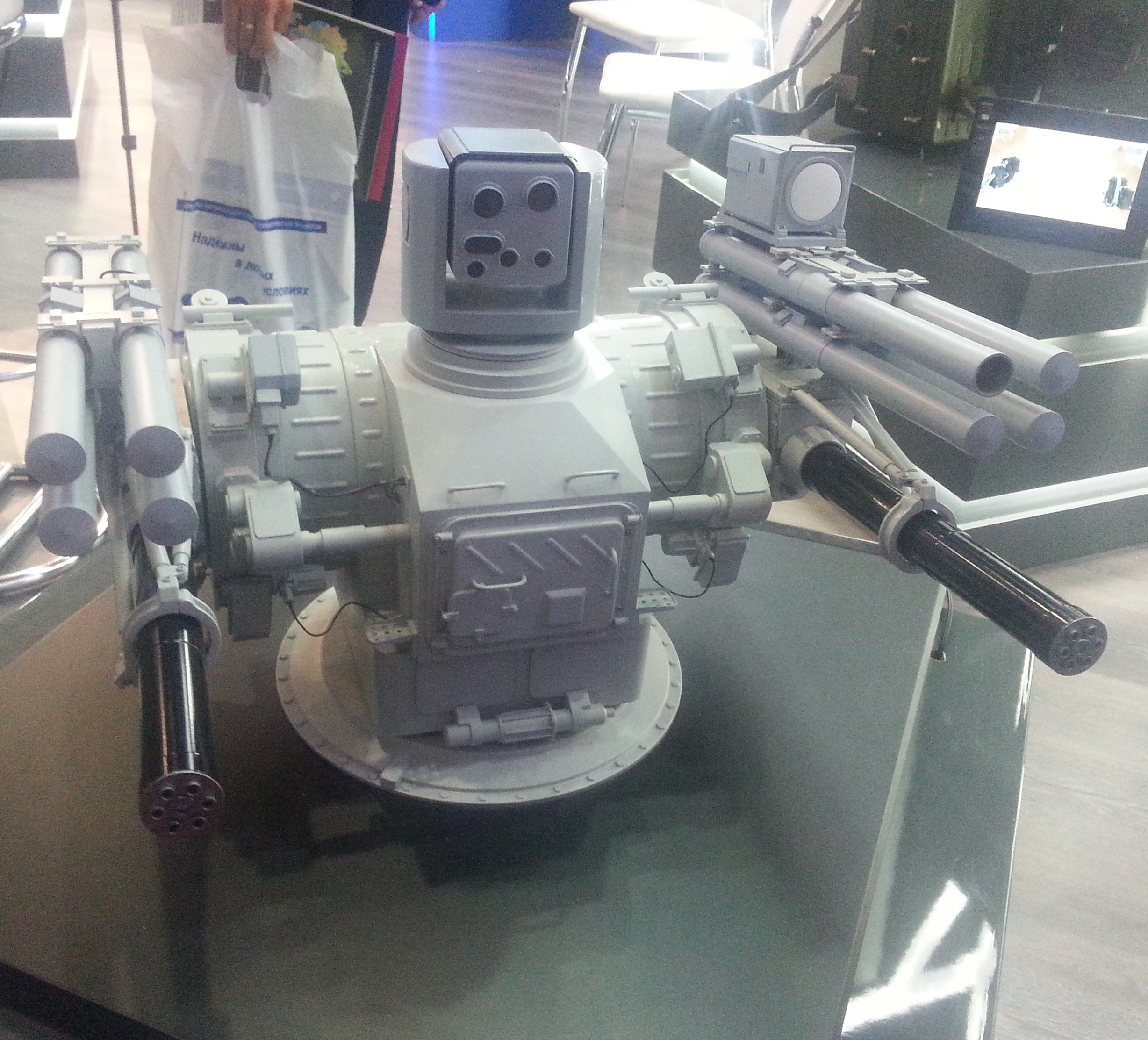
Макет ЗРАК «Пальма» з ракетами Сосна-РА.

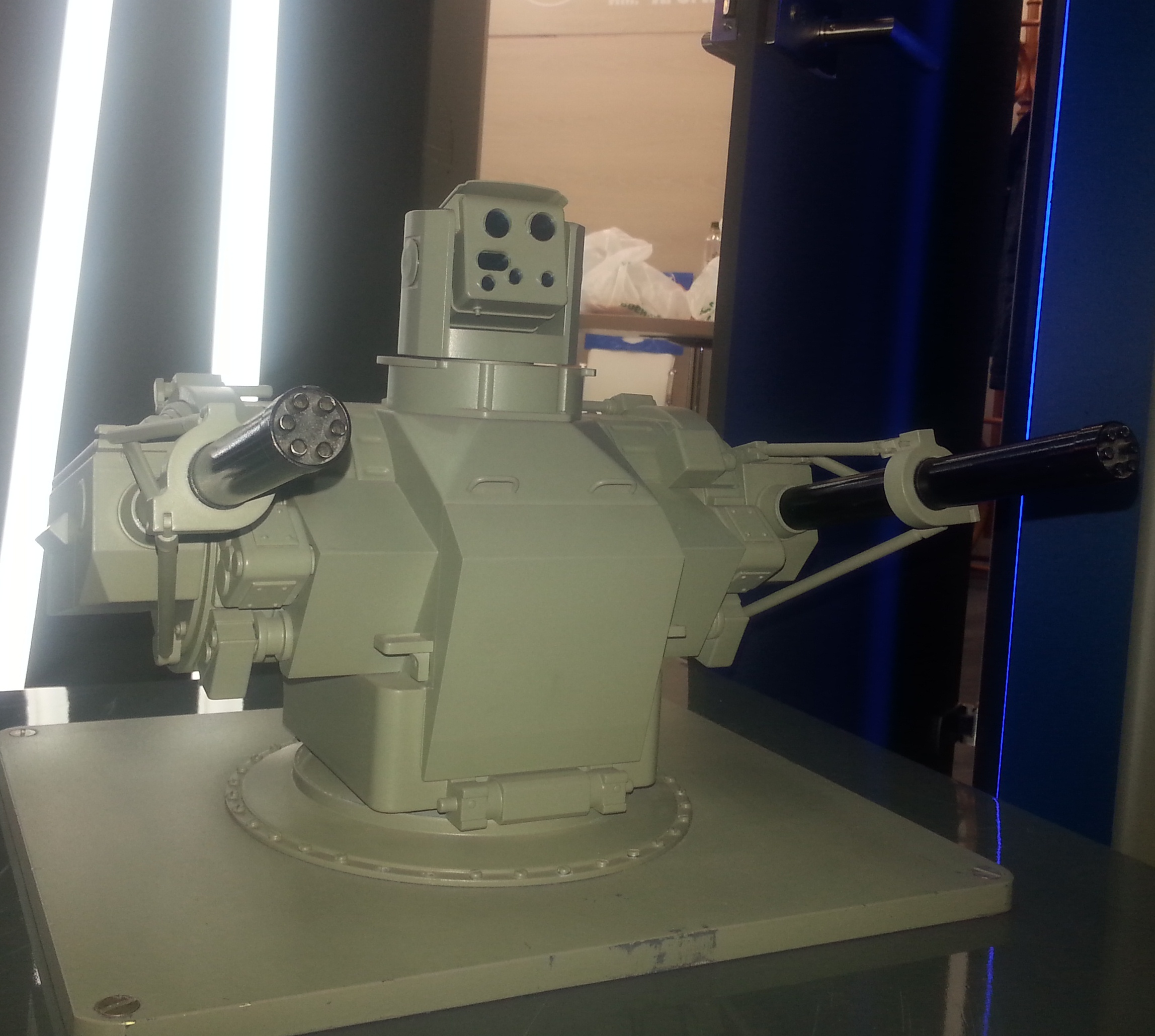
Макет ЗАК «Палаш» у версії для ВМФ Росії.

3М89 «Палаш» (експортний варіант «Пальма») — російський корабельний 30 мм автоматичний зенітний ракетно-артилерійський комплекс (ЗАК/ЗРАК) з двома шестиствольними знаряддями, що обертаються АТ-18КД, призначений для оборони кораблів і стаціонарних об'єктів від високоточних протикорабельних ракет, повітряних цілей (літаки, вертольоти), а також для обстрілу малорозмірних морських та наземних цілей.
3М89 розроблений «конструкторським бюро Точмаш», перебуває на озброєнні ВМФ ЗС Росії, у тому числі корветів проєкту 11611 та фрегатів проєкту 22350. ЗАК «Палаш», що перебуває на озброєнні ВМФ Росії, не має ракетної зброї, оскільки спочатку мав входити до складу зенітної ракетно-артилерійської системи «Полімент-Редут». Однак, в експортному варіанті (ЗРАК «Пальма»), для кораблів водотоннажністю до 500 тонн, передбачена комплектація ракетами «Сосна-Р».

## Призначення
Морський ЗАК «Палаш» призначений для створення суцільної ешелонованої системи протиповітряної оборони надводних кораблів водотоннажністю понад 500 тонн на дальності до 4—5 км. Маса бойового модуля ЗАК «Палаш» (з повним боєкомплектом) — 7,5 тонни, антенного поста — близько 3,5 тонни.
ЗРАК «Пальма» аналогічний модулю від ЗРК «Сосна», що має у своєму складі вседобову перешкодостійку оптико-електронну систему (ОЕС), що автономно автоматично виявляє цілі в режимі попереднього зовнішнього цілевказівки («Сосна» створювався як глибока модернізація ЗРК "Стріла-10). Відмінні риси цієї версії: збільшена дальність пострілу — з 5 до 10 кілометрів і висота — з 3,5 до 5 кілометрів). Комплекс має повну автоматизацію бойової роботи від виявлення до ураження цілі. Аналогами «Сосни» є американська система FIM-92 Stinger і французька Mistral. Різниця у типі ракет.

## Носії
- фрегати проєкту 22350 (по 2 ЗАК);
- корвети проєкту 11661Е «Гепард 3.9» (по 1 ЗРАК);
- корвет «Дагестан» проєкту 11661К (1 ЗАК);
- ракетний катер «Р-60» проєкту 12411 (1 ЗРАК).